# استفان مالز
استفان مالز (انگلیسی: Stefan Malz؛ زادهٔ ۱۵ ژوئن ۱۹۷۲) بازیکن فوتبال اهل آلمان است.
از باشگاه‌هایی که در آن بازی کرده‌است می‌توان به باشگاه فوتبال کایزرسلاوترن، باشگاه فوتبال مونیخ ۱۸۶۰، باشگاه فوتبال آرسنال، باشگاه فوتبال دارمشتات ۹۸، و باشگاه فوتبال مانهایم اشاره کرد.